# Ylijärvi (sjö i Kemijärvi, Lappland)
Ylijärvi är en sjö i kommunen Kemijärvi i landskapet Lappland i Finland. Sjön ligger 158,4 meter över havet. Den är 1,3 meter djup. Arean är 79 hektar och strandlinjen är 4,7 kilometer lång. Sjön  ingår i Kemi älvs huvudavrinningsområde.   Den ligger omkring 76 kilometer öster om Rovaniemi och omkring 740 kilometer norr om Helsingfors.  